# Монстри на канікулах 2
«Монстри на канікулах 2» (англ. Hotel Transylvania 2) — американський комедійний анімаційний мультфільм, створений студією Sony Pictures Animation і виданий Columbia Pictures у 2015 році. Режисером мультфільму виступив Дженнді Тартаковський, а продюсером Мішель Мурдока. Фільм озвучували Адам Сендлер, Енді Семберґ, Селена Ґомес, Кевін Джеймс, Френ Дрешер, Стів Бушемі, Девід Спейд. Мультфільм є продовженням мультфільму «Монстри на канікулах» (2012).
Вперше мультфільм продемонстрували 21 вересня 2015 року у ОАЕ та інших країнах. В Україні у кінопрокаті допрем'єрний показ фільму розпочався 15 жовтня 2015 року, а прем'єрний — 22 жовтня 2015 року.

## Сюжет
Минуло 7 років від подій попередньої частини. Мейвіс, донька графа Дракули, вийшла заміж за Джонатана, і у них народився син Денніс. Хлопцеві скоро виповниться 5 років, проте у нього не проявлються жодні сімейні ознаки матері — не ростуть ікла і він не п'є кров, що дуже не подобається його дідусеві графу Дракулі. Тому Дракула переконує Мейвіс і Джонатана поїхати у Каліфорнію до друзів на відпочинок, а Денніса залишити з дідусем. Як тільки молоді поїхали, Дракула збирає всіх своїх друзів щоб виховати з внука справжнього монстра.

## У головних ролях
| Персонаж             | Озвучка (оригінал) | Український дубляж   |
| -------------------- | ------------------ | -------------------- |
| Дракула              | Адам Сендлер       | Юрій Ребрик          |
| Джонатан             | Енді Семберґ       | Іван Дорн            |
| Мейвіс               | Селена Ґомес       | Анастасія Зіновенко  |
| Франкенштейн (Френк) | Кевін Джеймс       | Максим Кондратюк     |
| Юніс                 | Френ Дрешер        | Наталія Надірадзе    |
| Вейн                 | Стів Бушемі        | Антін Мухарський     |
| Ванда                | Моллі Шенон        | Наталія Валевська    |
| Гріффін              | Девід Спейд        | Ярослав Чорненький   |
| Мюррей               | Кіген-Майкл Кі     | Назар Задніпровський |
| Привид опери         | Джон Ловітц        | Іво Бобул            |
| Келсі                | Нік Свардсон       |                      |

Фільм дубльовано студією «Le Doyen» у 2015 році.

## Сприйняття

### Критика
Мультфільм отримав змішано-позитивні відгуки: Rotten Tomatoes дав оцінку 50 % на основі 76 відгуків від критиків (середня оцінка 5,1/10) і 73 % від глядачів зі середньою оцінкою 3,9/5 (72 934 голоси). Загалом на сайті мультфільм має змішаний рейтинг, мультфільму зарахований «гнилий помідор» від кінокритиків, проте «попкорн» від глядачів, Internet Movie Database — 7,1/10 (8 059 голосів), Metacritic — 43/100 (22 відгуки критиків) і 7,4/10 від глядачів (72 голоси). Загалом на цьому ресурсі від критиків мультфільм отримав змішані відгуки, а від глядачів — позитивні.

### Касові збори
Під час допрем'єрного показу в Україні, що розпочався 15 жовтня 2015 року, протягом першого тижня на мультфільм було продано 114 333 квитки, мультфільм був показаний у 200 кінотеатрах і зібрав 6 978 207 ₴.
Під час показу у США, що розпочався 25 вересня 2015 року, протягом першого тижня мультфільм був показаний у 3 754 кінотеатрах і зібрав 48 464 322 $, що на той час дозволило йому зайняти 1 місце серед усіх прем'єр. Станом на 18 жовтня 2015 року показ мультфільму триває 24 дні (3,4 тижня) і зібравши за цей час у прокаті у США 136 409 388 доларів США, а у решті світу 131 100 000 $ (за іншими даними 91 158 959 $), тобто загалом 267 509 388  доларів США (за іншими даними 227 568 347 $) при бюджеті 80 млн доларів США.